# Artful Dodger (duo)
Gli Artful Dodger sono un gruppo musicale duo inglese di musica garage e R&B formatosi a Southampton nel 1993 considerato tra i padrini del genere UK garage.

## Storia
La formazione originale del duo era formata dai produttori discografici Mark Hill e Pete Devereux. Raggiunsero la popolarità nel tra la fine degli anni novanta e i primi duemila grazie ad alcuni brani di genere UK garage di cui sono stati tra i primi e principali esponenti, come What You Gonna Do, Woman Trouble, Movin' Too Fast e Re-Rewind. Parte della loro produzione prevedeva la collaborazione vocale del cantante britannico Craig David, che in seguito consolidò la sua carriera come solista.
Nel luglio del 2001 Devereux abbandonò il progetto, appena prima della pubblicazione del singolo TwentyFourSeven, in collaborazione con Melanie Blatt.
Successivamente anche Mark Hill abbandonò il progetto e nel 2002 il marchio fu venduto a nuovi componenti. In seguito, i membri originali accusarono il fatto che la nuova formazione si fosse appropriata non soltanto del marchio, ma che avesse rivendicato anche la paternità della produzione discografica avvenuta in precedenza. Il gruppo è rimasto attivo seppur senza una produzione discografica con vari componenti, tra cui il disc jockey Dave Low e MC Alister come componenti del gruppo. I due membri originali proseguirono individualmente l'attività da solisti.
Nel 2017 ci fu una certa attenzione mediatica verso Hill e Devereux dopo che i due pubblicarono sui social network una foto insieme. Ripresero quindi l'attività con il nome Original Dodger, poiché per motivi legali non potevano più utilizzare il marchio originale, attraverso il quale pubblicarono alcuni singoli e un EP tra il 2017 e il 2018, esibendosi inoltre con alcuni brani del passato su BBC Radio 1.

## Formazione
- MC Alister (2003-)
- Dave Low (2003-)

Membri originali
- Mark Hill (1993-2001)
- Pete Devereux (1993-2001)

## Discografia

### Album in studio
- 2001 - It's All About the Stragglers

### Singoli
- 1997 - The Revenge of Popeye
- 1997 - Something
- 1998 - If You Love Me/By Mark Hill
- 1998 - The Messenger
- 1998 - What You Gonna Do (feat. Craig David)
- 1999 - Movin' Too Fast (feat. Romina Johnson)
- 1999 - Re-Rewind (The Crowd Say Bo Selecta) (feat. Craig David)
- 2000 - Woman Trouble (feat. Craig David)
- 2000 - Movin' Too Fast (Remix) (feat Romina Johnson)
- 2000 - Woman Trouble (feat. Robbie Craig e Craig David)
- 2000 - Please Don't Turn Me On (feat. Lifford Davis)
- 2001 - Think About Me (feat. Michelle Escoffery)
- 2001 - TwentyFourSeven (feat. Melanie Blatt)
- 2001 - It Ain't Enough (Dreem Team vs Artful Dodger)
- 2002 - Ladies (feat. General Levy e Roachie)
- 2003 - Ruff Neck Sounds (feat. Sevi G e Richie Dan)
- 2006 - Flex (feat. Vula)